# انجمن فیلسوفان آمریکا

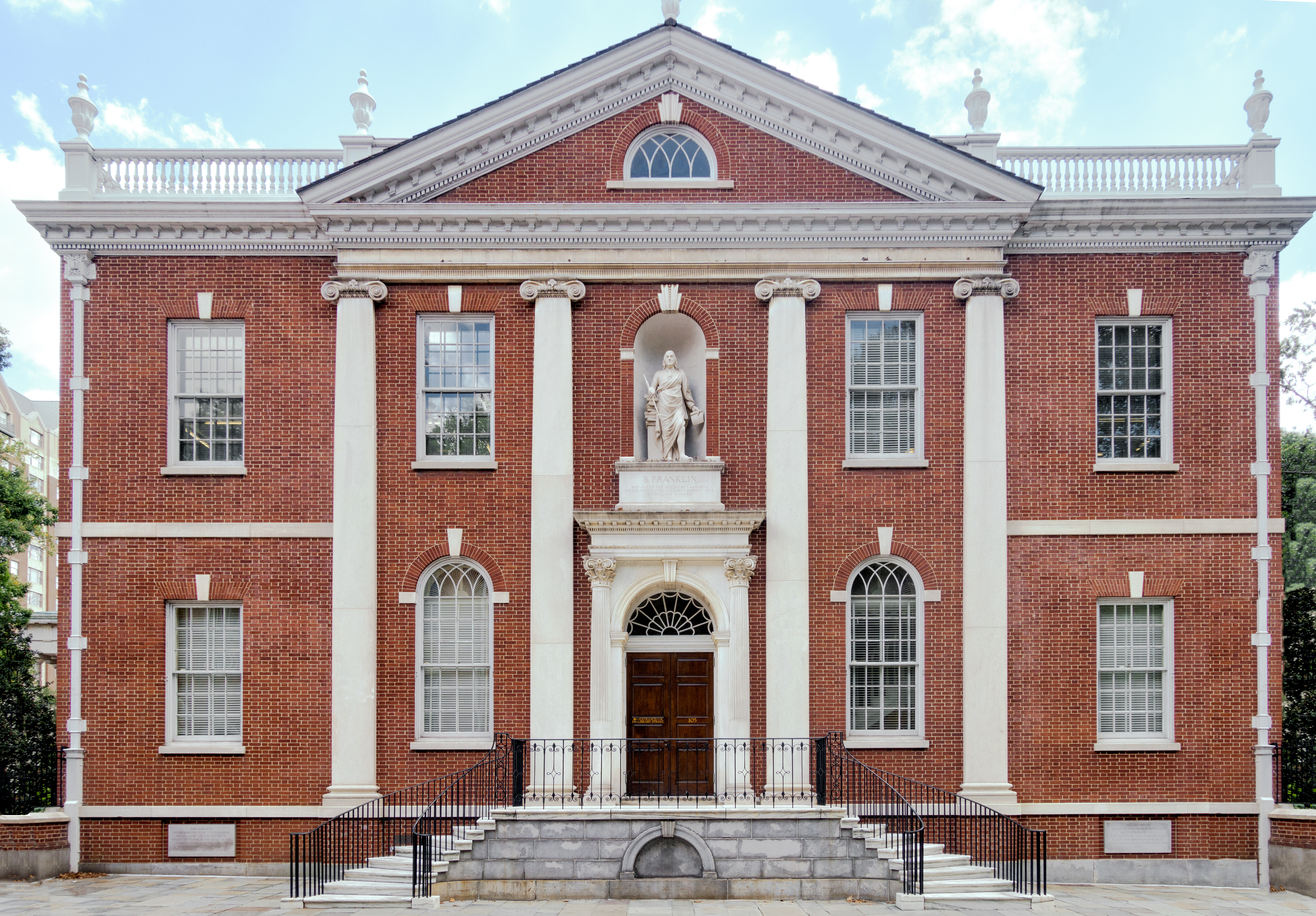
بنای مجمع فیلسوفان آمریکا در سال ۲۰۰۶

مجمع فیلسوفان آمریکا (به انگلیسی: American Philosophical Society) در سال ۱۷۴۳ توسط بنجامین فرانکلین تأسیس شد. مقر این مجمع در شهر فیلادلفیا از ایالت پنسیلوانیا در آمریکا است.